# 小行星9059
小行星9059（9059 Dumas）是一颗绕太阳运转的小行星，为主小行星带小行星。该小行星于1992年8月8日发现。

## 轨道参数
小行星9059的轨道半长轴为2.1659429 UA，离心率为0.079。